# Lycoriella ventrosa
Lycoriella ventrosa är en tvåvingeart som först beskrevs av Franz Lengersdorf 1941.  Lycoriella ventrosa ingår i släktet Lycoriella och familjen sorgmyggor.
Artens utbredningsområde är Österrike. Inga underarter finns listade i Catalogue of Life.